# 中央浸信会 (德里)

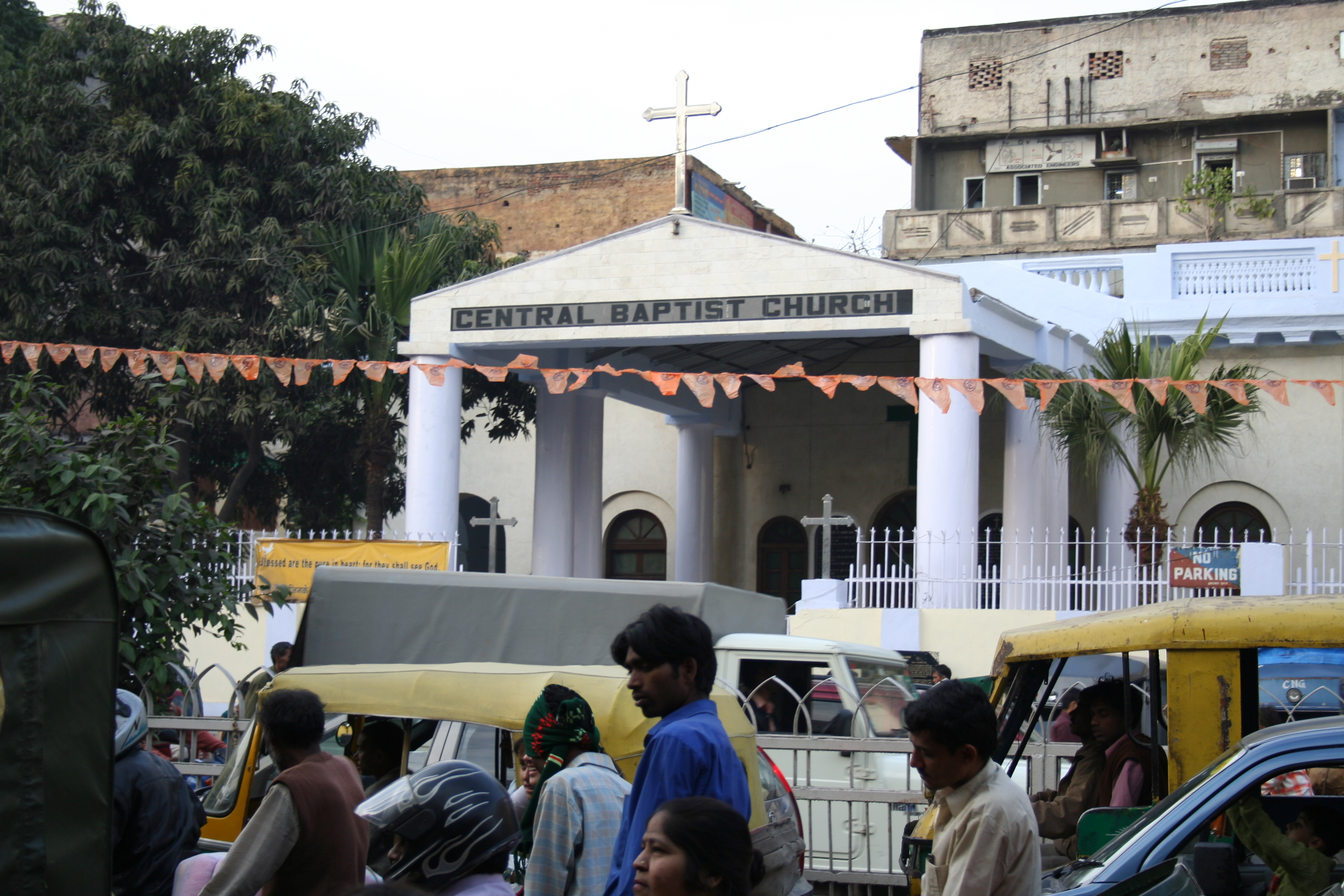
中央浸信会

中央浸信会（Central Baptist Church）座落在老德里的月光集市大街，正对着锡克教希斯甘吉谒师所和喷泉。它可能是整个北印度地区最古老的基督教差会。在18世纪后期，伦敦英国浸信会差会购买了靠近红堡的一块土地，于1814年建立了中央浸信会。
中央浸信会，德里最古老的教堂之一，是当时较好的欧洲建筑。教堂的南侧入口有一个有厚重圆柱的很深的大型门廊。这座教堂原来的图案和雕刻保持原样，但是屋顶已重新铺设石块和铁梁。在教堂的墙壁上有纪念牌，纪念终生服务教会者。

## 德里教堂
- 圣司提反教堂 (德里)
- 耶稣圣心主教座堂 (德里)
- 救主堂 (德里)
- 圣雅各教堂 (德里)

Template:德里地标